# Спрінггілл Тауншип (округ Фаєтт, Пенсільванія)
Спрінггілл Тауншип (англ. Springhill Township) — селище (англ. township) в США, в окрузі Файєтт штату Пенсільванія. Населення — 2722 особи (2020).

## Демографія
Згідно з переписом 2010 року, у селищі мешкало 2907 осіб у 1152 домогосподарствах у складі 834 родин. Було 1279 помешкань
Расовий склад населення:
| - 98,1 % — білих - 0,6 % — чорних або афроамериканців - 0,3 % — корінних американців - 0,1 % — азіатів |

До двох чи більше рас належало 0,8 %. Частка іспаномовних становила 0,6 % від усіх жителів.
За віковим діапазоном населення розподілялося таким чином: 23,9 % — особи молодші 18 років, 61,8 % — особи у віці 18—64 років, 14,3 % — особи у віці 65 років та старші. Медіана віку мешканця становила 41,2 року. На 100 осіб жіночої статі у селищі припадало 94,6 чоловіків;  на 100 жінок у віці від 18 років та старших — 95,5 чоловіків також старших 18 років.
Середній дохід на одне домашнє господарство  становив 50 316 доларів США (медіана — 43 793), а середній дохід на одну сім'ю — 56 791 долар (медіана — 49 355). Медіана доходів становила 42 708 доларів для чоловіків та 34 750 доларів для жінок. За межею бідності перебувало 31,0 % осіб, у тому числі 52,7 % дітей у віці до 18 років та 16,9 % осіб у віці 65 років та старших.
Цивільне працевлаштоване населення становило 1166 осіб. Основні галузі зайнятості: освіта, охорона здоров'я та соціальна допомога — 25,1 %, роздрібна торгівля — 13,6 %, мистецтво, розваги та відпочинок — 12,9 %.